# Fujitsu Siemens Computers
Fujitsu Siemens Computers (FSC) war der letzte weltweit bedeutende Computerhersteller mit deutscher bzw. europäischer Beteiligung. Das Unternehmen entstand am 1. Oktober 1999 durch den Zusammenschluss von Fujitsu Computers Europe und Siemens Computer Systems, dem Nachfolgeunternehmen der Siemens Nixdorf Informationssysteme (SNI).
FSC war ein Joint Venture der beiden Mutterkonzerne Fujitsu und Siemens, die beide zu je 50 Prozent beteiligt waren. Siemens verkaufte bis zum April 2009 seine gesamten Anteile an Fujitsu. Das Nachfolgeunternehmen, das zunächst alle deutschen Standorte weiterbetrieb, ist Fujitsu Technology Solutions.

## Geschichte
Fujitsu Siemens Computers wurde Ende 1999 als Joint Venture zwischen Fujitsu und Siemens gegründet. Beide Mutterkonzerne waren jeweils zu 50 % beteiligt. Siemens brachte in das neue Gemeinschaftsunternehmen das eigene Tochterunternehmen Siemens Nixdorf Informationssysteme AG ein. Dieses wiederum war 1990 entstanden, als Siemens Nixdorf Computer übernommen hatte. Siemens Nixdorf wurde zwischen 1998 und 1999 in kleinere Gesellschaften aufgespalten und teilweise verkauft. Die Computersparte wurde dabei in Fujitsu Siemens eingebracht.
FSC war während seines Bestehens das größte europäische Computerunternehmen und verfügte über mehrere Niederlassungen in ganz Europa, dem Nahen Osten und Afrika. Auf dem asiatischen Markt war FSC nicht aktiv, dort agierte Fujitsu selbst. Dadurch hatte FSC keinen Zugang zu diesem Wachstumsmarkt. In Deutschland wurden Produktion und Entwicklung in München, Augsburg, Paderborn, Bad Homburg vor der Höhe und Sömmerda betrieben. Eine Besonderheit waren die in Augsburg eigens entwickelten und gefertigten Hauptplatinen. Das Unternehmen war lange Zeit Marktführer in Deutschland.

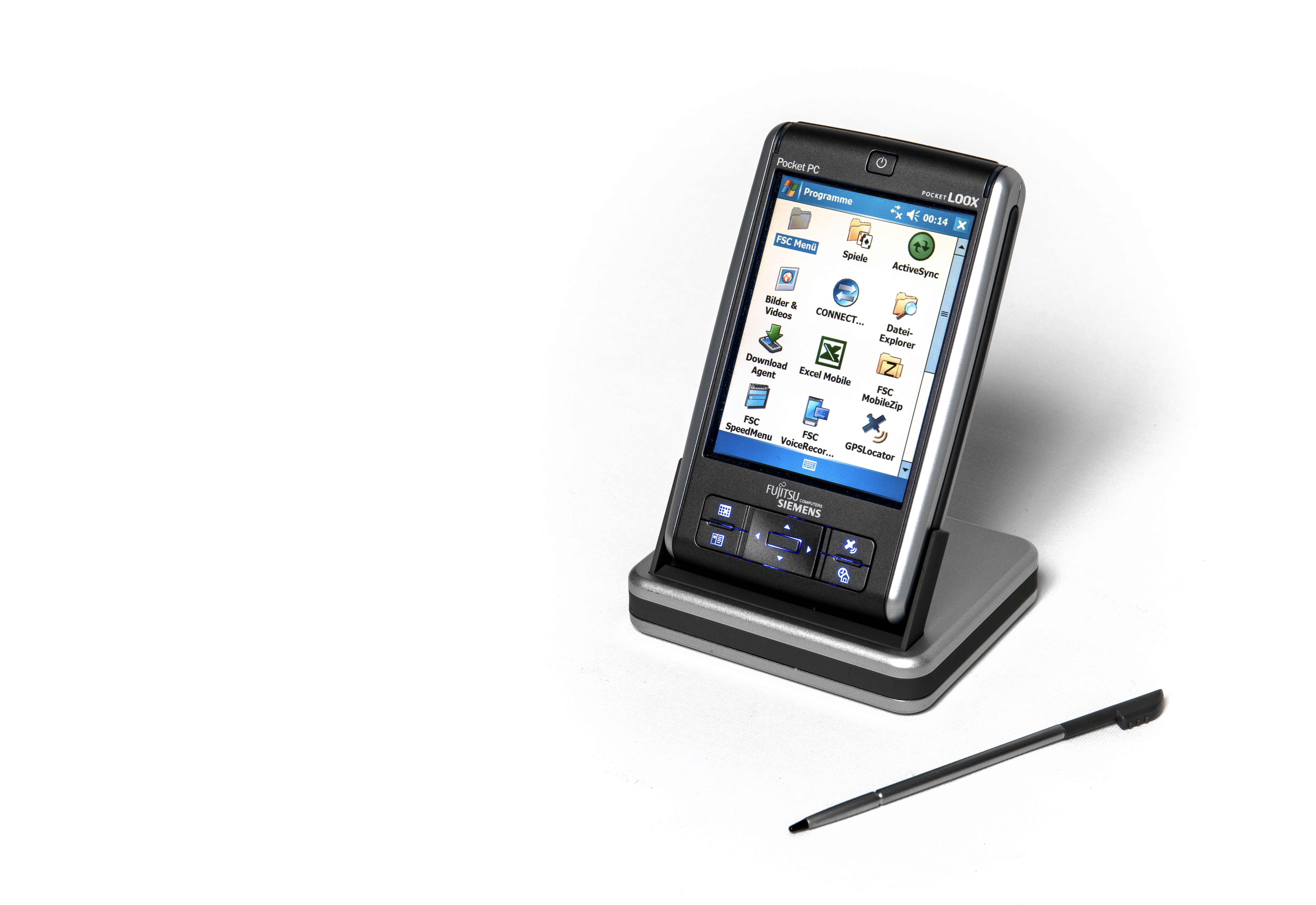
Pocket LOOX

Die Produktpalette umfasste Handheld-PCs (PDAs), Tablet-PCs, Computer, Monitore, Notebooks, Server bis hin zu Mainframe-Computersystemen und kompletten IT-Infrastrukturlösungen. Besonderen Wert legte das Unternehmen auch auf das Green-IT-Konzept. Das Unternehmen betrieb eine globale Zusammenarbeit mit Fujitsu, bezog u. a. deren UNIX-Serversysteme, die seit 2004 auch von Sun Microsystems angeboten wurden.
Zum 1. April 2006 kaufte FSC die Servicesparte der Siemens Business Services mit ca. 4500 Mitarbeitern. Diese wurde als IT Product Services zunächst rechtlich selbständig in den Konzern integriert, ging allerdings bis April 2007 vollständig in FSC auf.
Von Juli 2004 bis November 2008 war Bernd Bischoff Präsident und CEO von Fujitsu Siemens Computers. Insbesondere ab 2005 begann der Marktanteil von Fujitsu Siemens auch in Deutschland deutlich zu sinken und fiel innerhalb von drei Jahren von fast 19 % (2005) auf 11,9 % (2008). Zuletzt hatte FSC damit die Marktführerschaft auch in Deutschland verloren und rangierte dort nur noch auf Platz 3, hinter HP und Acer. Insbesondere Management-Fehler wurden für den sinkenden Marktanteil verantwortlich gemacht. Dennoch konnte Fujitsu Siemens auch 2008 einen Gewinn von 105 Millionen Euro ausweisen, was sogar fast 15 % mehr als im Vorjahr waren. Ab Ende 2008 übernahm Kai Flore die Geschäftsführung. Unter ihm wurden im gesamten Unternehmen, auch in der Führungsspitze, über 700 Mitarbeiter entlassen.
Fujitsu Siemens Computers beschäftigte in Europa zuletzt etwa 10.500 Mitarbeiter, 6.000 davon in Deutschland.

### Auflösung
Am 4. November 2008 gab die Siemens AG bekannt, dass sie für 450 Mio. Euro ihre Anteile von FSC an Fujitsu verkaufen werde. Die Transaktion wurde schließlich bis zum 1. April 2009 abgeschlossen. Der damalige Siemens-Chef Peter Löscher hatte sich unzufrieden über den Gewinn von 105 Millionen Euro bei etwa 6,6 Milliarden Euro Umsatz geäußert, weshalb das Joint-Venture aus Rentabilitätsgründen aufgekündigt wurde. Fujitsu Siemens Computers war der letzte deutsche und auch der letzte europäische Computerhersteller mit weltweit nennenswertem Marktanteil.
Nach dem Ausstieg von Siemens übernahm Fujitsu alle ehemaligen Standorte von FSC (unter anderem auch in München, Augsburg, Paderborn und Sömmerda). Fujitsu Siemens Computers wurde in die neugegründete Fujitsu Technology Solutions GmbH mit Sitz in München umgewandelt. Forschung, Entwicklung und Produktion wurden zunächst in Deutschland weiter betrieben. Im Zuge der Unternehmensumstrukturierung wurde 2016 der Standort Paderborn geschlossen. Berichten zufolge soll Fujitsu bereits 2008 erwägt haben, die PC-Sparte an den chinesischen Konkurrenten Lenovo zu verkaufen, dazu kam es jedoch erst 2017.
Im Oktober 2018 kündigte Fujitsu zudem die Schließung des Augsburger Werkes an. Ein Jahr später begann der Personalabbau und am 30. September 2020 beendete Fujitsu dort offiziell die Produktion. Das Unternehmen kehrte Augsburg jedoch nicht vollständig den Rücken. Ende 2020 eröffnete Fujitsu unweit des ehemaligen Standortes eine neue Niederlassung für Serviceleistungen.
Die Entwicklung und Fertigung der Computerhauptplatinen wurde von Kontron übernommen, eines Herstellers eingebetteter Computersysteme.

## Produkte

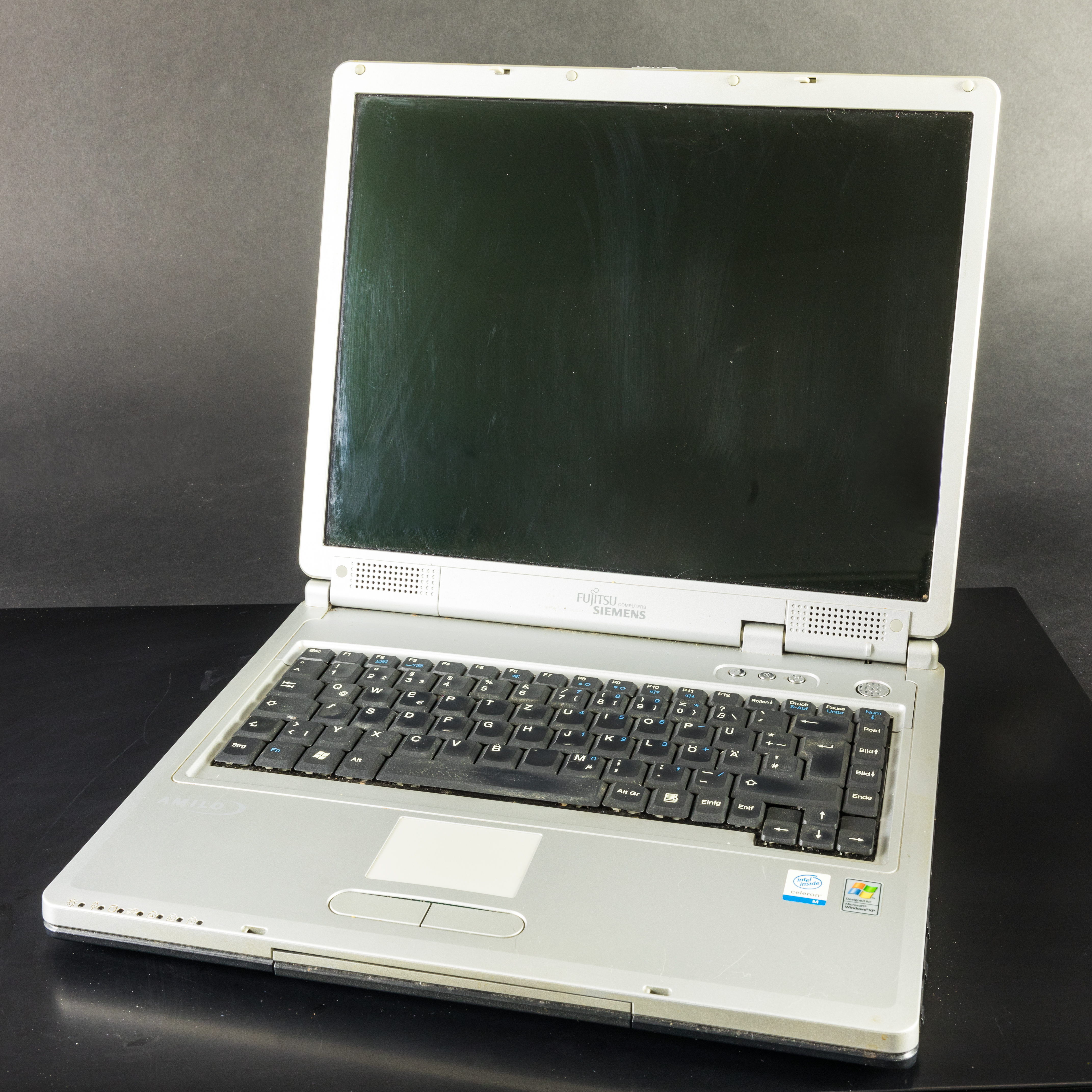
Notebook Fujitsu Siemens Computers Amilo L7300

- PCs: Amilo Desktop, Scaleo, Scenic, Esprimo
- Workstations: Celsius
- Notebooks: Amilo Notebook, Lifebook, Esprimo Mobile, Celsius H
- Tablet-PCs/PDAs: Lifebook (-P, -T), STYLISTIC, Pocket LOOX
- Thin-Clients: Futro
- Server: Primergy (x86), Primequest, Primepower (SPARC)
- Storage: CentricStor
- Mainframes: BS2000
- Computermonitore: Amilo, Scaleoview, Scenicview
- LCD- und Plasmafernseher: Myrica